# Vesperus strepens
Vesperus strepens är en skalbaggsart som först beskrevs av Fabricius 1793.  Vesperus strepens ingår i släktet Vesperus och familjen långhorningar.
Artens utbredningsområde är Frankrike. Inga underarter finns listade i Catalogue of Life.